# Bazar Egipski w Stambule

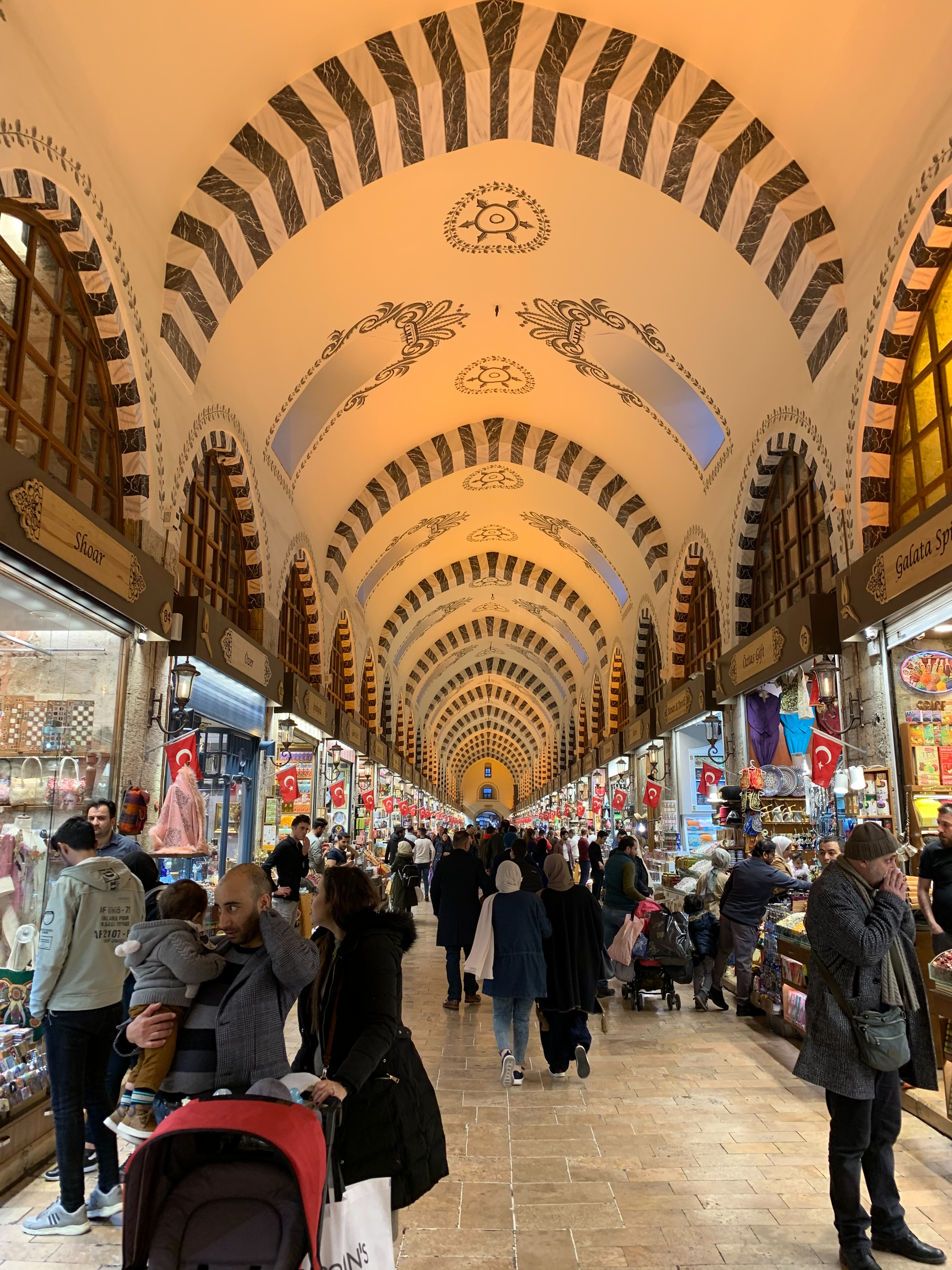
Bazar Egipski

Bazar Egipski (tr. Mısır Çarşısı) znajduje się w Stambule w Turcji. Jest jednym z najstarszych bazarów w mieście. Położony jest na nabrzeżu Eminönü, przy wjeździe na Most Galata. Nazwa bazaru pochodzi z czasów osmańskich, kiedy to na tym bazarze handlowano przyprawami przywożonymi z Egiptu.
Bazar został zbudowany 1660, a dochody z niego służyły finansowaniu budowanego Nowego Meczetu. Bazar ma kształt litery 'L', pokryty jest ołowianymi kopułami, zawiera około 80 sklepików i ma sześć bram.